# خوان غارسيا (ممثل)
خوان غارسيا (بالإسبانية: Juan García Postigo)‏ (و. 1981  م) هو ممثل، وعارض، ومتسابقة ملكة الجمال إسباني، ولد في مالقة.

## وصلات خارجية
- خوان غارسيا على موقع IMDb (الإنجليزية)
- خوان غارسيا في قاعدة بيانات الأفلام على الإنترنت